# Intercity (Đức)

Huy hiệu của IC; ở Đức được dùng giữa 1971 và 1991,ở các nước khác như Thụy Sĩ và Bỉ cho tới bây giờ

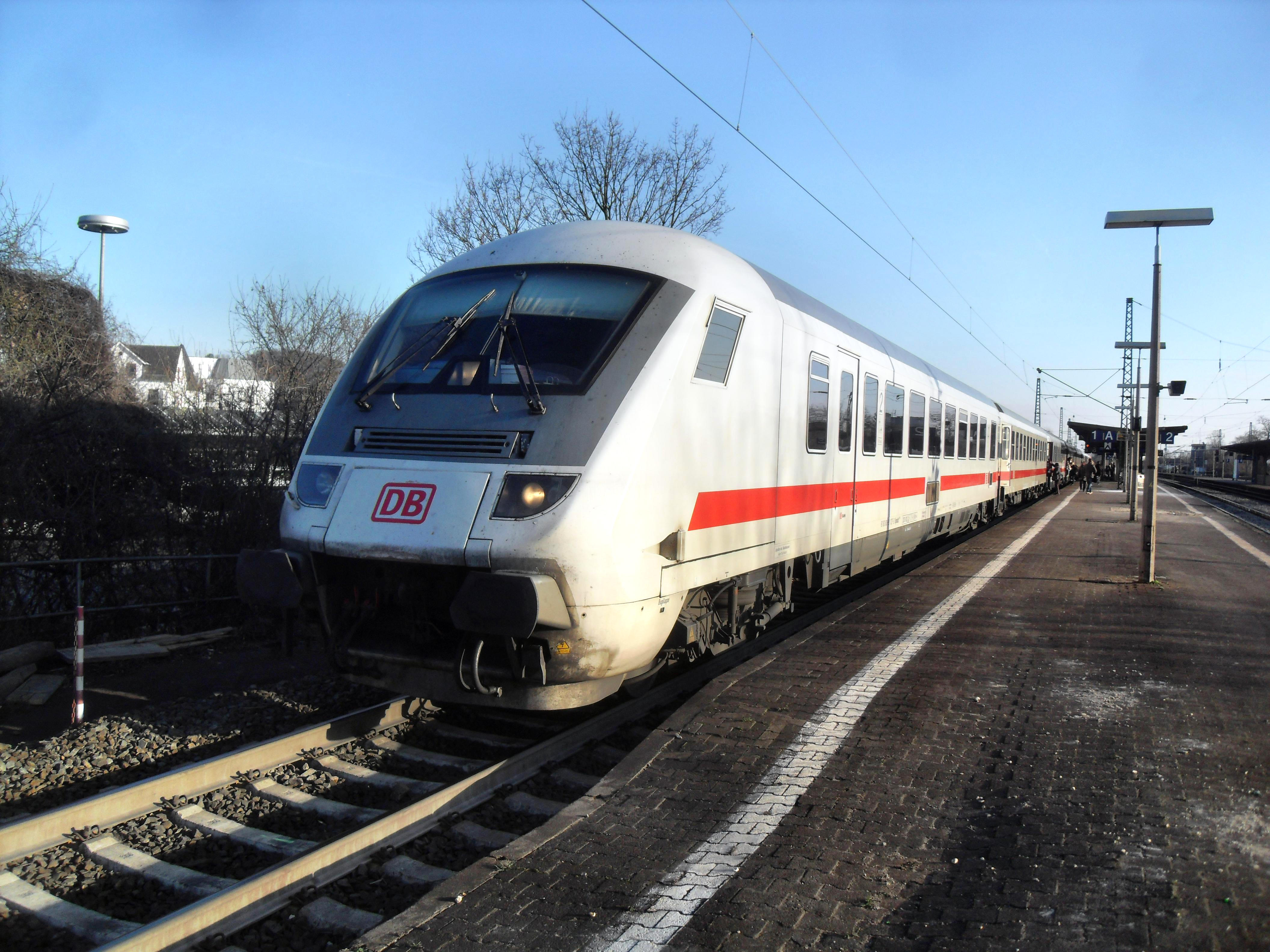
Đầu xe lửa IC của Deutsche Bahn

Intercity (viết tắt IC; trước đây InterCity) là một loại xe lửa cao tốc, chạy đường xa chỉ nối các thành phố lớn. Ở Đức loại xe này được điều hành bởi hãng DB Fernverkehr AG, một chi nhánh của Deutsche Bahn AG với trụ sở ở Frankfurt am Main. Nó hầu như chỉ chạy trong nước Đức, ngoài nước Đức là loại xe EuroCity.
Từ năm 1985, Intercity-Express (ICE) là loại xe lửa mới, dần dần thay thế cho loại InterCity (IC).

## Lịch sử
Tuyến giao thông Intercity có từ ngày 26 tháng 9 năm 1971. Nó nối liền các trung tâm kinh tế quan trọng nhất của Cộng hòa Liên bang Đức ngày xưa (Hamburg, Hannover, Rhein/Ruhr, Rhein/Main, Rhein/Neckar, München) và Basel với nhau. Theo DB hệ thống InterCity Đức là hệ thống xe lửa cao tốc đầu tiên trên thế giới, mà chạy cứ mỗi 2 tiếng một lần.